# Nikola Pašić
Nikola Pašić (srbsko Никола Пашић), srbski politik, * 19. december, 1845, Zaječar, Srbija, † 10. december, 1926, Beograd, Kraljevina SHS.
Bil je prvak Narodne radikalne stranke in večkratni predsednik vlade v Kraljevini Srbiji in v Kraljevini SHS. 
Kot predsednik vlade je leta 1914 vedel za načrtovani atentat na avstro-ogrskega prestolonaslednika Franca Ferdinanda, ki ga je v sodelovanju z Mlado Bosno pripravljala tajna srbska teroristična organizacija Črna roka, a ni nič ukrenil.
Bil je glavni zagovornik velikosrbske ideje ter unitarizma in centralizma v jugoslovanski državi.